# Javier Ayesa Dianda
Javier Ayesa Dianda, (Pamplona, 11 de mayo de 1944) es un político navarro, militante de Eusko Alkartasuna, miembro de la coalición Bildu, de ideología soberanista y de izquierda.

## Biografía
Es miembro electo de la asamblea nacional de Eusko Alkartasuna por el congreso celebrado en Vitoria del 20-21 de junio de 2009.
Ha sido uno de los concejales que más ha estado en el ayuntamiento, tanto en los años 80 como en los 90 y hasta 2011.
Está casado y tiene 3 hijos y es funcionario del Gobierno de Navarra. 
En las elecciones de mayo de 2007, se integró en Nafarroa Bai y fue en el número cinco de en las listas de NaBai.
Ha sido concejal de Eusko Alkartasuna durante los años 1987-1995, 2003-2007, concejal de NaBai durante los años 2007-2011 y candidato de Bildu para la presente legislatura, que no pudo ser elegido concejal al ir en la cuarta posición de la lista y al obtener Bildu tres. Ha estado más de 20 años en la corporación, lo que le hacía uno de los más veteranos.